# Metacatharsius anderseni
Metacatharsius anderseni är en skalbaggsart som beskrevs av Waterhouse 1891. Metacatharsius anderseni ingår i släktet Metacatharsius och familjen bladhorningar. Inga underarter finns listade i Catalogue of Life.